# العلاقات البلغارية الفنزويلية
العلاقات البلغارية الفنزويلية هي العلاقات الثنائية التي تجمع بين بلغاريا وفنزويلا.

## مقارنة بين البلدين
هذه مقارنة عامة ومرجعية للدولتين:
| وجه المقارنة                                              | بلغاريا                                                                             | فنزويلا                                  |
| --------------------------------------------------------- | ----------------------------------------------------------------------------------- | ---------------------------------------- |
| المساحة (كم2)                                             | 110.99 ألف                                                                          | 916.45 ألف                               |
| عدد السكان (نسمة)                                         | 7.08 مليون                                                                          | 28.87 مليون                              |
| الكثافة السكانية (ن./كم²)                                 | 63.79                                                                               | 31.5                                     |
| العاصمة                                                   | صوفيا                                                                               | كاراكاس                                  |
| اللغة الرسمية                                             | اللغة البلغارية                                                                     | اللغة الإسبانية، لغة الإشارة الفنزويلية ‏ |
| العملة                                                    | ليف بلغاري                                                                          | بوليفار فنزويلي                          |
| الناتج المحلي الإجمالي (بليون دولار)                      | 56.83 مليار                                                                         | 482.36 مليار                             |
| الناتج المحلي الإجمالي (تعادل القوة الشرائية) بليون دولار | 130.99 مليار                                                                        |                                          |
| الناتج المحلي الإجمالي الاسمي للفرد دولار أمريكي          | 8.03 ألف                                                                            |                                          |
| الناتج المحلي الإجمالي للفرد دولار أمريكي                 | 17.21 ألف                                                                           |                                          |
| مؤشر التنمية البشرية                                      | 0.782                                                                               | 0.762                                    |
| رمز المكالمات الدولي                                      | +359                                                                                | +58                                      |
| رمز الإنترنت                                              | .bg، .бг ‏                                                                           | .ve                                      |
| المنطقة الزمنية                                           | ت ع م+02:00، ت ع م+03:00، أوروبا/صوفيا ‏، توقيت شرق أوروبا، توقيت شرق أوروبا الصيفي ‏ | 00                                       |

## مدن متوأمة
في ما يلي قائمة باتفاقيات التوأمة بين مدن بلغارية وفنزويلية:
- ترتبط بلوفديف مع بلنسية باتفاقية توأمة.
- ترتبط فيليكو ترنوفو مع Colonia Tovar [الإنجليزية]‏ باتفاقية توأمة منذ 22 سبتمبر 1989.[17][18][19][20]
- ترتبط Veliko Tarnovo Municipality [الإنجليزية]‏ مع Colonia Tovar [الإنجليزية]‏ باتفاقية توأمة منذ 6 ديسمبر 2006.[17][21][17][22]

## منظمات دولية مشتركة
يشترك البلدان في عضوية مجموعة من المنظمات الدولية، منها:
| علم المنظمة | اسم المنظمة                        | تاريخ انضمام بلغاريا | تاريخ انضمام فنزويلا |
| ----------- | ---------------------------------- | -------------------- | -------------------- |
|             | يونسكو                             | 17 مايو 1956         | 25 نوفمبر 1946       |
|             | وكالة ضمان الاستثمار متعدد الأطراف | 23 سبتمبر 1992       | 9 مايو 1994          |
|             | الأمم المتحدة                      | 14 ديسمبر 1955       | 15 نوفمبر 1945       |
|             | الاتحاد البريدي العالمي            | ?                    | ?                    |
|             | البنك الدولي للإنشاء والتعمير      | 25 سبتمبر 1990       | 30 ديسمبر 1946       |
|             | الاتحاد الدولي للاتصالات           | 18 سبتمبر 1880       | 13 أغسطس 1920        |
|             | منظمة حظر الأسلحة الكيميائية       | ?                    | ?                    |
|             | مؤسسة التمويل الدولية              | 22 يوليو 1991        | 28 ديسمبر 1956       |
|             | منظمة التجارة العالمية             | 1 ديسمبر 1996        | ?                    |
|             | منظمة الشرطة الجنائية الدولية      | ?                    | ?                    |

## وصلات خارجية
- موقع وزارة الخارجية البلغارية
- موقع وزارة الخارجية الفنزويلية